# Recep Adanır
Recep Adanır (Ankara, 1929. május 3. – Antalya, 2017. május 20.) válogatott török labdarúgó, csatár, edző.

## Pályafutása

### Klubcsapatban
1947-ben az Ankaragücü korosztályos csapatában kezdte a labdarúgást. Ugyanebben az évben mutatkozott be az első csapatban, ahol 1950-ig játszott. Tagja volt az 1949-es bajnokcsapatnak. 1950 és 1959 között a Beşiktaş együttesében szerepelt és egy bajnoki címet szerzett a csapattal. 1959-60-ban a Kasımpaşa játékosa volt. 1960 és 1962 között a Galatasarayt erősítette és tagja volt az 1961–62-es idényben bajnokságot nyert csapatnak. Az 1962–63-as idényben a Karagümrük csapatánál már játékos-edzőként tevékenykedett. 1963 nyarán fejezte be az aktív labdarúgást

### A válogatottban
1951 és 1962 között tíz alkalommal szerepelt a török válogatottban és két gólt szerzett.

### Edzőként
Az 1962–63-as idényben a Karagümrük csapatánál mint játékos-edző kezdte edzői pályafutását. 1964 és 1977 között öt alkalommal a Beşiktaş csapatánál dolgozott különféle segédedzői munkakörökben.
Vezetőedzőként tevékenykedett az Adanaspor, a Nazillispor, a Balıkesirspor és a Lüleburgazspor csapatainál.

## Sikerei, díjai
Ankaragücü
- Török bajnokság
  - bajnok: 1949

 Beşiktaş JK
- Török bajnokság
  - bajnok: 1951

 Galatasaray SK
- Török bajnokság
  - bajnok: 1961–62